# Lex Frisionum
La Lex Frisionum è una raccolta di leggi emanate da Carlo Magno nel 785, quando i frisi furono completamente sottomessi grazie alla sconfitta finale del capo ribelle sassone Vitichindo. Il testo divideva i frisi in quattro classi legali, a cui si applicava la legge, o quelle trasgressioni che incorrevano in sanzioni fisse. Erano i nobili, i liberi, i servi e gli schiavi. Il clero non è menzionato nella Lex Frisionum poiché non era soggetto al diritto civile.
I frisi vennero riconosciuti come uomini liberi e ricevettero il privilegio di poter scegliere il funzionario pubblico che li avrebbe governati. Nella Lex Frisionum sono chiaramente distinti tre distretti della Frisia, specificando che alla Frisia occidentale (tra lo Zwin e il Vlie) e alla Frisia orientale (tra il Lauwers e il Weser) sono garantite alcune consuetudini particolari.
Con il trattato di Verdun (843) l'intera Frisia divenne parte della Lotaringia, la quale fu brevemente divisa con il trattato di Meersen (870) tra il regno dei Franchi Orientali e il regno dei Franchi Occidentali, per poi essere riunificata con il trattato di Ribemont (880) sotto il regno dei Franchi Orientali.
I primi ventidue capitoli della Lex Frisionum riguardano esclusivamente il tariffario delle multe (compositio) e dei guidrigildi, i risarcimenti dovuti alle vittime o ai loro parenti, programmati secondo i ranghi sociali dell'autore e della vittima. Sorprendentemente, la multa per l'uccisione di una donna era esattamente la stessa di un uomo dello stesso rango, una caratteristica della legge frisone che la collega alla legge anglosassone e si distingue da tutti gli altri codici di diritto germanico. Altri undici capitoli contengono le cosiddette "Aggiunte dei saggi" (Additio sapientum), dieci sottotitoli delle sentenze di Wiemar e Saxmund dei quali non si sa nulla, nonché sezioni della Lex Thuringorum per coprire casi non indicati nei capitoli precedenti.
La difesa di un nobile consisteva nel raccogliere un determinato numero di testimoni disposti a giurare che il crimine non era stato commesso.
L'unica ordalia menzionata, in due distinte occasioni, nella Lex Frisionum è la prova con l'acqua bollente, durante la quale una pietra doveva essere estratta da un calderone di acqua bollente. Se le vesciche fossero guarite entro tre giorni, l'uomo era innocente.

## Trasmissione
Per motivi numismatici, basati sull'ammontare delle multe e del guidrigildo, la Lex Frisionum risale al più tardi alla prima metà del VII secolo.
Non ci sono manoscritti sopravvissuti della Lex Frisionum e l'unica testimonianza è la più antica versione stampata, che risale al 1557. In quell'anno, lo studioso Joannis Basilius Herold scrisse la Originum ac Germanicarum Antiquitatum Libri, una raccolta di tutti codici di diritto germanico dell'epoca di Carlo Magno, la quale venne stampata da Heinrich Petri di Basilea. Tra questi vi era la Lex Frisionum, ma non è nota la fonte a cui Herold attinse e quanto eventualmente fosse corrotto il testo. Stando al frontespizio, l'unica informazione che si può ricavare è che il materiale originale era conservato nella biblioteca, oggi perduta, del monastero di Fulda.
La versione sopravvissuta è apparentemente una bozza approssimativa, che conserva ancora elementi pagani, che senza dubbio sarebbero stati modificati nella versione finale voluta da Carlo Magno.